# آرتاشس شاهینیان
آرتاشس لیپاریتی شاهینیان (ارمنی: Արտաշես Լիպարիտի Շահինյան؛  ۱۹ دسامبر ۱۹۰۶ – ۱۴ مهٔ ۱۹۷۸) ریاضی‌دان اهل ارمنستان بود.

## زندگی‌نامه
وی در ۱۹ دسامبر ۱۹۰۶ در گیومری به دنیا آمد و از دانشگاه دولتی ایروان فارغ‌التحصیل گشت. آرام شاهینیان پسر وی بود. وی همچنین برنده جوایزی همچون نشان پرچم سرخ کار و نشان دوستی خلق شد. وی عضو فرهنگستان ملی علوم ارمنستان بود. وی در ۱۴ مهٔ ۱۹۷۸ در سن ۷۱ سالگی در ایروان درگذشت

## نگارخانه

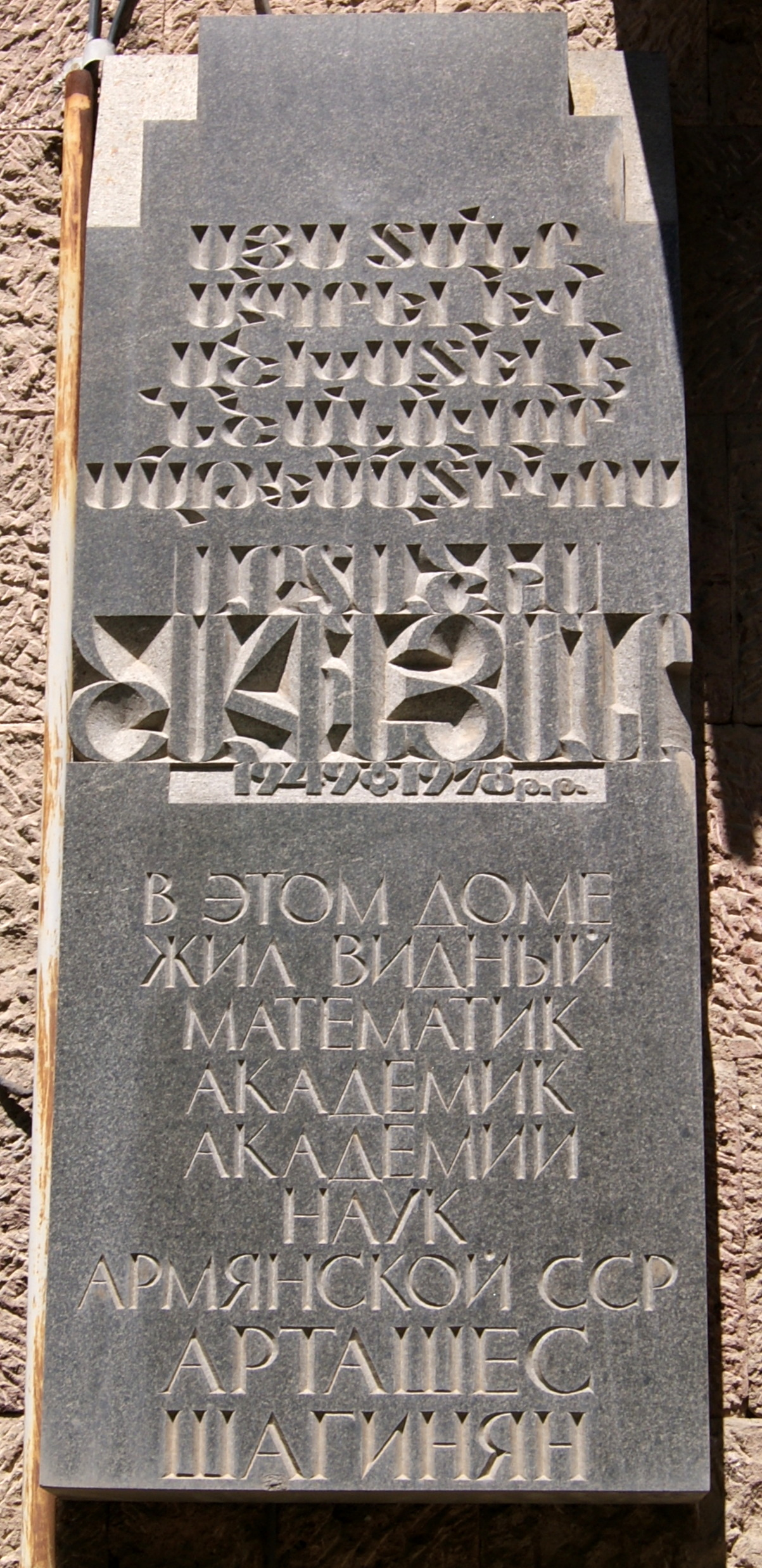

## جوایز
- en:Deserved scientist of ArmSSR
- نشان پرچم سرخ کار
- en:Order of Friendship of Peoples

## یادداشت
1. ↑  آرام شاهینیان